# Tahuljići
Tahuljići su naseljeno mjesto u općini Foči-Ustikolini, Federacija BiH, BiH. Popisano je kao samostalno naselje na popisu 1961., a na kasnijim popisima ne pojavljuje se, jer je 1962. pripojeno Stojkovićima (Sl.list SRBiH, br.47/62).

## Stanovništvo
| Narod     | Popis 1961. |
| --------- | ----------- |
| Hrvati    |             |
| Muslimani |             |
| Srbi      | 58          |
| ostali    |             |
| Ukupno    | 58          |